# Моят град (албум)
„Моят град“ е неофициалното име на студиен албум на певицата Лили Иванова, под което са известни две дългосвирещи грамофонни плочи с каталожни номера ВТА 10311 и ВТА 10312, издадени през 1979 г. от „Балкантон“. На лицето на обложката е написано „Лили Иванова“, като има и нейна снимка, а на гърба – само снимки на певицата. За заглавие на албума в официалния сайт на певицата е посочено името на първата песен от албума, тъй като нерядко плочите от въпросния период не съдържат недвусмислено заглавие на албум, а само име на изпълнител. Албумът съдържа общо 21 песни и е издаден само на грамофонни плочи.

### Първа страна
1. „Моят град“ – 4:34 (текст: Надежда Захариева, музика и аранжимент: Тончо Русев)
2. „Когато първи път те срещнах“ – 3:20 (текст: Дамян Дамянов, музика и аранжимент: Асен Гаргов)
3. „Жажда“ – 3:13 (текст: Павел Матев, музика: Александър Йосифов, аранжимент: Константин Драгнев)
4. „Не остарява този свят“ – 3:26 (текст: Дамян Дамянов, музика и аранжимент: Тончо Русев)
5. „Като птица“ – 3:52 (текст: Надежда Захариева, музика и аранжимент: Мишо Ваклинов)

### Втора страна
1. „Нямо кино“ – 3:33 (текст: Лозан Такев, музика и аранжимент: Митко Щерев)
2. „Огнище“ – 3:14 (текст: Дамян Дамянов, музика и аранжимент: Тончо Русев)
3. „Спомени за птици“ – 3:03 (текст: Павел Матев, музика: Александър Йосифов, аранжимент: Константин Драгнев)
4. „Ако можеш, настигни ме“ – 3:08 (текст: Захари Петров, музика и аранжимент: Мишо Ваклинов)
5. „Капитан“ – 3:01 (текст: Веселин Ханчев, музика и аранжимент: Морис Аладжем)
6. „След чудото“ – 2:53 (текст: Павел Матев, музика: Александър Йосифов, аранжимент: Константин Драгнев)

LP 2: „Лили Иванова“ – ВТА 11312

### Първа страна
1. „Стрелките се въртят“ – 3:30 (текст: Надежда Захариева, музика: Лили Иванова, аранжимент: Иван Пеев)
2. „Една любов“ – 3:46 (текст: Асен Ошанов, музика: Лили Иванова, аранжимент: Иван Пеев)
3. „Омагьосана душа“ – 3:23 (текст: Кръстьо Станишев, музика: Петър Михайлов, аранжимент: Иван Пеев)
4. „Желание“ – 3:15 (текст: Надежда Захариева, музика: Лили Иванова, аранжимент: Иван Пеев)
5. „Вечерно танго“ – 4:09 (текст: Кръстьо Станишев, музика и аранжимент: Морис Аладжем)

### Втора страна
1. „Единствена прошка“ – 4:30 (текст: Иля Велчев, музика и аранжимент: Иван Пеев)
2. „Вик“ – 3:39 (текст: Блага Димитрова, музика и аранжимент: Вили Казасян)
3. „Нямам въпроси“ – 3:14 (текст: Жива Кюлджиева, музика и аранжимент: Иван Пеев)
4. „Преображения“ – 3:24 (текст: Павел Матев, музика: Александър Йосифов, аранжимент: Константин Драгнев)
5. „Макове“ – 3:30 (текст: Калин Донков, музика и аранжимент: Митко Щерев)